# Ґрозніца
Ґрозніца (рум. Grozniţa) — село в Молдові в Бричанському районі. Входить до складу комуни, центром якої є село Міхайлень.
Більшість населення — українці. Згідно з даними перепису населення 2004 року — 368 осіб (93 %).

## Історія
За даними на 1859 рік, у власницькому селі Хотинського повіту Бессарабської губернії, мешкало 1475 осіб (770 чоловічої статі та 705 — жіночої), налічувалось 272 дворових господарства, існувала православна церква.
Станом на 1886 рік, у царачькому селі, центрі Ґрозинської волості, мешкало 1902 особи, налічувалось 344 дворових господарства, існували православна церква, єврейський молитовний будинок, школа, 3 лавки. За 2 версти існували 2 пивоваренних заводи. За 3 версти — єврейський молитовний будинок. За 14 верст — єврейський молитовний будинок та 3 лавки.